# Penas Róias
Penas Róias is een plaats (freguesia) in de Portugese gemeente Mogadouro en telt 459 inwoners (2001).